# Heinrich Rau

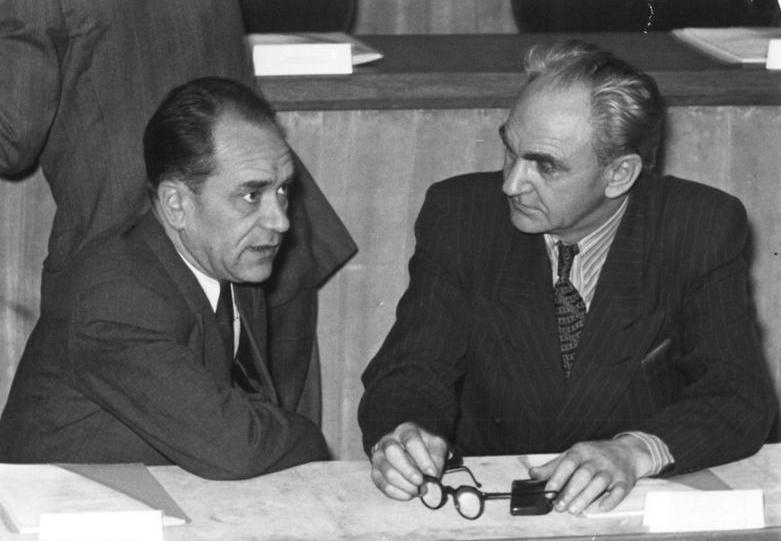
Heinrich Rau (höger) (Volkskammersitzung 1951)

Heinrich Gottlob Rau, född 2 april 1899 i Feuerbach bei Stuttgart, död 23 mars 1961 i Berlin, var en östtysk politiker och medlem av politbyrån inom SED, Tysklands socialistiska enhetsparti. Han var också medlem av den statliga plankommissionen i DDR samt minister för ut- och inrikeshandel. Han deltog även i det  Spanska inbördeskriget som chef för en av de Internationella brigaderna.